# Mount Etna (Indiana)
Mount Etna est une municipalité située dans le comté de Huntington, dans l’État de l'Indiana, aux États-Unis. Lors du recensement de 2020, elle comptait 111 habitants.